# Gynoeryx brevis
Gynoeryx brevis là một loài bướm đêm thuộc họ Sphingidae. Loài này có ở Madagascar.